# Fotogramm

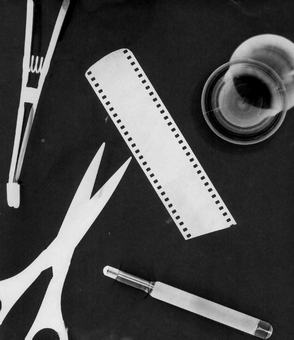
Fotogramm mit Laborutensilien

Fotogramm, auch Photogramm, ist eine bis in die 1830er Jahre zurückreichende Gestaltungsmethode durch die partielle direkte Belichtung von lichtempfindlichen Materialien wie Film oder Fotopapier im Kontaktverfahren. Im Gegensatz zur Fotografie oder Luminografie wird dabei keine Kamera benutzt. Eine besondere Weiterentwicklung erfuhr das Fotogramm mit dem Dadaismus in den 1920er Jahren. Für die von Christian Schad gestalteten Fotogramme hat sich seit 1937 die Bezeichnung Schadographie und für die Arbeiten Man Rays seit Ende der 1920er Jahre die Bezeichnung Rayograph etabliert.

## Bildentstehung

Herstellung eines Fotogramms und optische Effekte, die die Bildentstehung beeinflussen

Ein Fotogramm erzeugt man, indem man mehr oder weniger transparente Objekte (2, 3 und 9) zwischen einen lichtempfindlichen Film, Fotopapier oder einen elektronischen Sensor und eine Lichtquelle (1) bringt und dann belichtet. Die räumliche Ausdehnung der Lichtquelle, der Abstand der Objekte vom Film, sowie ihre optischen Eigenschaften bestimmen dabei die Konturierung des Schattens (4–8). Je nach Entfernung der Objekte vom Film wird ihr Schatten härter (7) oder weicher (5) konturiert. Filmbereiche, die völlig im Schatten liegen (6), werden nicht geschwärzt. Bei transparenten oder transluzenten Objekten (9) werden sie mehr oder weniger geschwärzt (8). Bereiche, die voll belichtet werden (4), werden maximal geschwärzt. Arbeitet man mit mehreren Lichtquellen oder bewegt diese, entstehen weitere komplexere Effekte.

## Beispiele

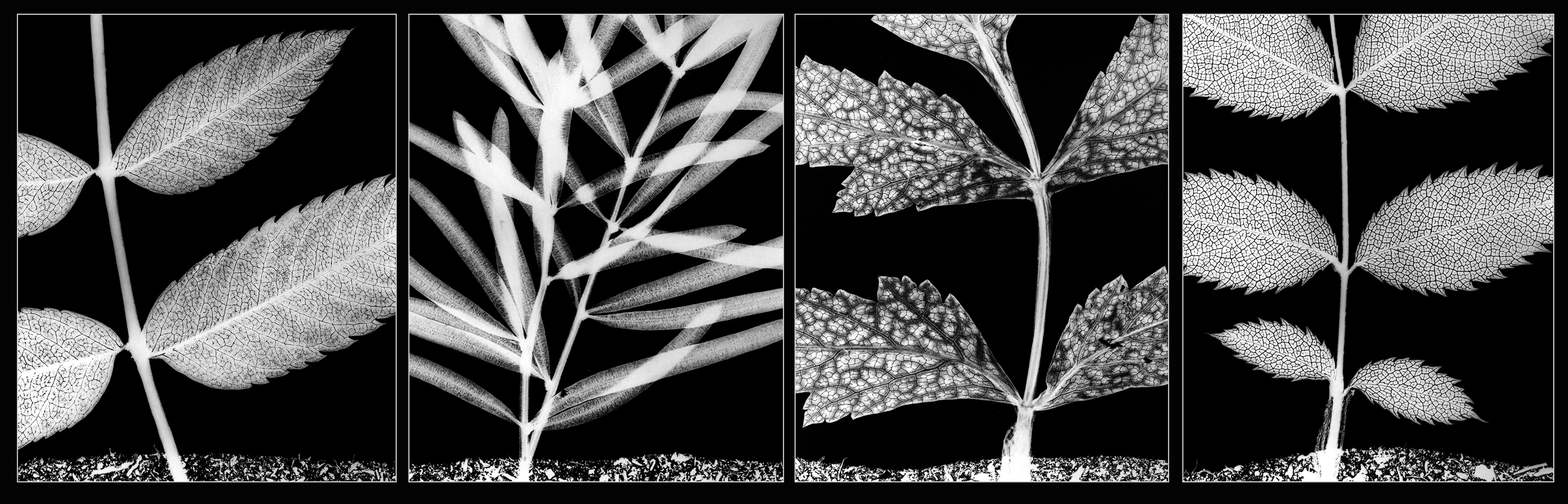
Fotogramm mit Pflanzen und Boden

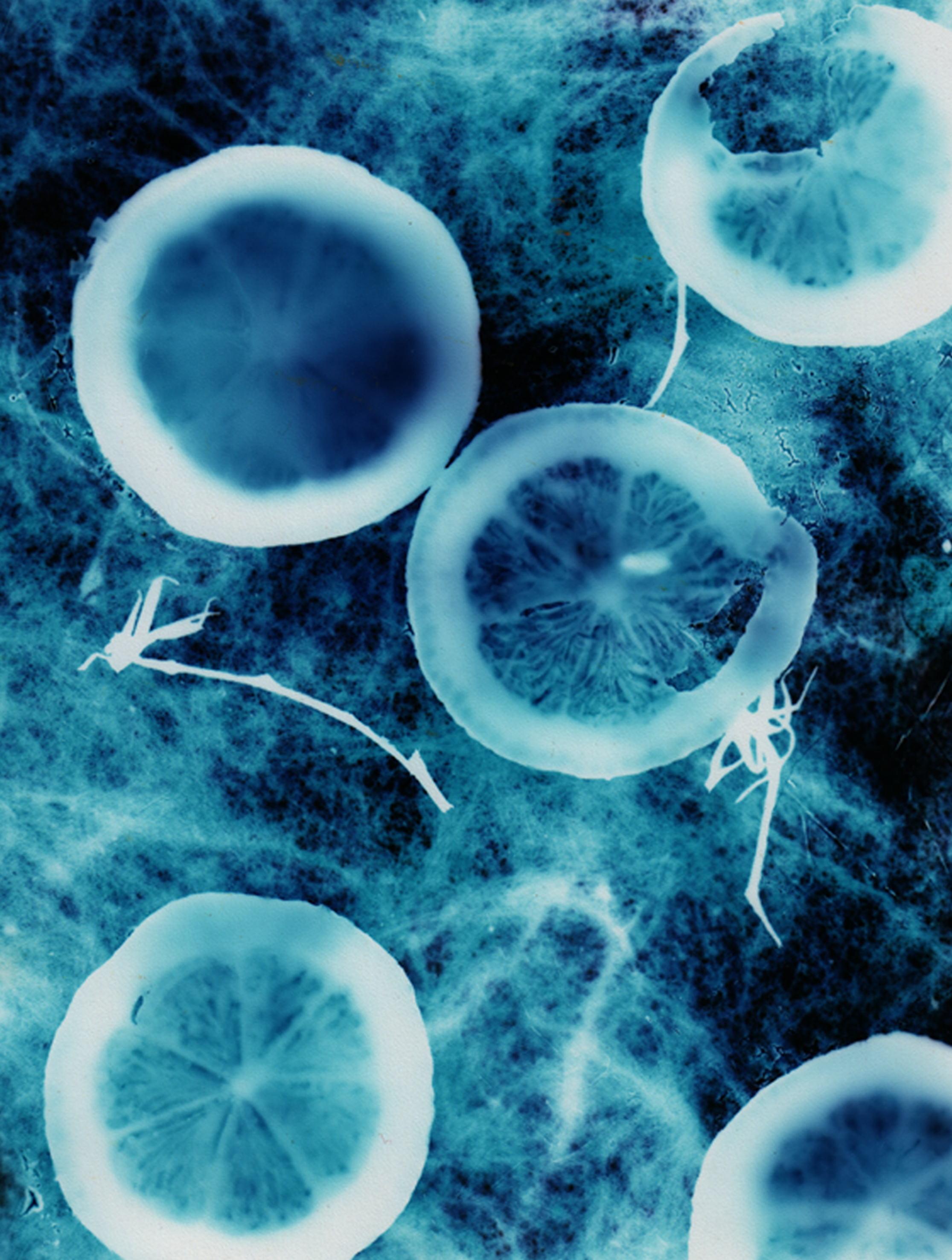
Farbfotogramm von Zitronenscheiben und Tomatenpflanzen auf Cellophanpapier, Hintergrund: vergrößertes Papier im Negativhalter des Projektors

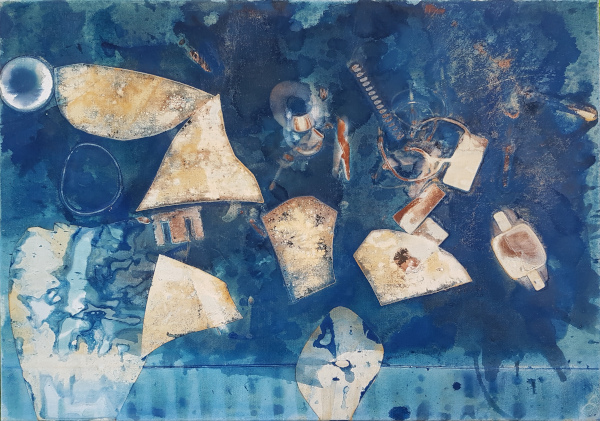
Fotogramm als ‚Schüttbild‘ auf Cyanotypie-Leinwand 50 cm × 70 cm, Wolfgang Autenrieth, 2020

Die Vorläufer des Fotogramms finden sich bereits in der Frühzeit der Fotografie. Die Fotopioniere Thomas Wedgwood und William Henry Fox Talbot hatten bereits seit 1802 bzw. 1834 erste Fotogramme hergestellt, indem sie Schreibpapier mit Kochsalz und Silbernitratlösung tränkten, Gegenstände darauf legten und im Sonnenlicht belichteten. Die so erstandenen Fotogramme nannte Talbot fotogenische Zeichnungen (englisch: Photogenic drawings), was „durch Licht entstandene Zeichnungen“ bedeutet.
Zur gleichen Zeit, ab 1839, entwickelte der Franzose Hippolyte Bayard seine „Dessins photogéniques“, Fotogramme von Pflanzen und gewebten Spitzen, der Amerikaner Mathew Carey Lea ab 1841 seine „Photogenic Drawings of Plants“ und Anna Atkins 1843 ihre Cyanotypien von Pflanzen, Farnen und Federn. Ihr Ziel war die perfekte dokumentarische Abbildung der Natur.
Der schwedische Dramatiker August Strindberg legte im Winter 1893/94 eine Reihe von Fotoplatten nachts im Freien auf den Boden mit der Absicht, den Nachthimmel einzufangen. Die verwaschenen Formen, über die gesamte Fläche verteilten Punkte und unregelmäßigen Flecken, die sich auf den Negativen zeigten, interpretierte Strindberg als Wolken und Gestirne, also als meteorologische und astronomische Himmelsbilder, die er „Celestographien“ nannte. Hiervon überzeugt sandte Strindberg die Fotoplatten dem Astronomen Camille Flammarion nach Paris, ohne jedoch eine Antwort zu erhalten. Mutmaßlich erkannte der Astronom, dass die Punkte auf den „Celestographien“ keine Sterne darstellen, sondern durch die Einwirkung von Chemikalien, Staub und Wassertropfen auf die lichtempfindliche Emulsion entstanden waren.
Der deutsche Maler Christian Schad entwickelte 1919 miniaturhafte Arbeiten auf Tageslichtauskopierpapier in Genf, die später von Tzara als „Schadographien“ bezeichneten wurden. Man Ray veröffentlichte im Dezember 1922 seine „Champs Délicieux“ in Paris. Er bezeichnete die Technik als „Rayographs“ und nutzte sie zur Umsetzung seiner dadaistischen und surrealistischen Vorstellungen.
Wichtigster Vertreter des Fotogramms in den 1920er Jahren war der von 1923 bis 1928 lehrende Bauhausmeister László Moholy-Nagy (1895–1946), der die theoretische und experimentelle Grundlage für die Etablierung dieser damals neuen Kunstgattung schuf. In diesem Zusammenhang muss seine Heirat 1921 mit der Fotografin Lucia Moholy, geb. Schulz, erwähnt werden, der in Verbindung mit ihrem Mann eine wichtige Rolle zu Theorie und Praxis des Fotogramms zukommt. László Moholy-Nagy prägte den Begriff der Fotoplastik als Ausdruck für künstlerische fotografische Arbeiten, die aus der Kombination und Ineinanderschaltung verschiedener grafischer und anderer gestalterischer Elemente mit fotografischen Arbeiten entstehen.
Neben Moholy-Nagy, Schad und Man Ray sollten auch El Lissitzky, Jaroslav Rössler, Luigi Veronesi, Kurt Schwitters und Ernst Schwitters, Piet Zwart, Raoul Hausmann, Edmund Kesting, Anneliese Hager, Bertha Günther und Marta Hoepffner genannt werden, die bereits vor 1945 und teilweise auch danach als Fotogrammkünstler hervortraten.
Nach 1945 wurde das Fotogramm in Deutschland von „subjektiven“ und „experimentellen“ Fotografen wiederentdeckt. Zu nennen sind hier Otto Steinert an der Folkwang Schule in Essen und Pan Walther aus Dortmund, an der ehemaligen Werkkunstschule und dem 1973 unter seiner Leitung und Initiative neu entstandenen Schwerpunkt Fotografie/Film Design und deren Schüler, Kilian Breier, Gunther Keusen, Peter Keetman, Wolfgang Kermer, Heinz Hajek-Halke, Kurt Wendlandt, Chargesheimer, Lotte Jacobi, Roger Humbert, René Mächler, Kurt Kranz, Timm Rautert, Gottfried Jäger, Karl Martin Holzhäuser, Andreas Gursky, Thomas Ruff, Josef H. Neumann und Floris Michael Neusüss. Ab 1963 erweiterte Floris M. Neusüss sein künstlerisches Repertoire des Fotogramms um seine großformatigen Körperfotogramme, seine sogenannten „Nudogramme“; später bezog er Elemente der Fotomalaktion und des Chemigramms mit ein. Schüler von Prof. Neusüss aus Kassel, wie etwa Thomas Bachler, Natalie Ital, Ute Lindner und Tim Otto Roth, arbeiten heute innovativ mit dieser Technik weiter. Heinz Hajek-Halke und Kurt Wendlandt entwickelten das Fotogramm zu einem aufwendigen Prozess mit Mehrfachbelichtung, Kombination von Positiven und Negativen etc. weiter und nannten das Ergebnis Lichtgrafik.
Ab 1968 entwickelten Gottfried Jäger, Hein Gravenhorst, Kilian Breier, Karl Martin Holzhäuser und Pierre Cordier das Konzept einer „Generativen Fotografie“. Zu erwähnen sind hier neben Luminogrammen, Lochblendenstrukturen oder mechanisch optischen Untersuchungen auch Jägers Fotopapierarbeiten ab 1983: konkrete Fotogramme, die die ureigensten Mittel des Mediums zu ihrem Gegenstand machen, ohne dabei ikonische oder symbolische Ziele zu verfolgen, ebenso Holzhäusers Lichtmalereien ab 1986, die er heutzutage wieder aufgreift und weiterentwickelt hat. Schüler von Professor Jäger oder Professor Holzhäuser aus Bielefeld, wie Ralf Filges, Hartwig Schwarz, Tom Heikaus, Karen Stuke oder Uwe Meise arbeiten heute innovativ mit dieser Technik weiter.
In den USA sind es vor allem Georgy Kepes (1906–2001), Nathan Lerner (1913–1997) und Arthur Siegel (1913–1979), alle Schüler des in die USA emigrierten Moholy-Nagy am New Bauhaus in Chicago, die die klassische Linie der am Bauhaus entwickelten Sprache in ihren Fotogramm-Kompositionen um 1940 fortsetzten. Der 1961 in Großbritannien geborene und seit 1982 in New York lebende Adam Fuss ist ein zeitgenössischer Fotograf, der unter anderem mit historischen Aufnahmetechniken arbeitet.

## Konkrete Fotogramme

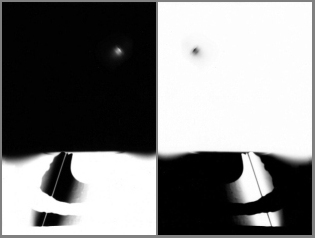
autonomes photogramm
„positiv/negativ“, ulli p., 1999

Der Begriff „Konkret“ – in der Fotografie wie beim Fotogramm – wird heute, mehr als 70 Jahre nach dem „Manifest“ Theo van Doesburgs bewusst auf die Fotografie angewendet. Auch sei auf Max Bill verwiesen. Angeregt durch den Sammler Peter C. Ruppert, dessen Sammlung „Konkrete Kunst“ in Europa nach 1945 im Museum im Kulturspeicher Würzburg seit 2002 zu sehen ist, erschien 2005 ein begleitendes Buch mit dem Titel „Konkrete Fotografie“. In der Ausstellung 2005 wurden besonders viele konkrete Fotogramme von Fotokünstlern ab 1916 bis heute gezeigt.
In der Geschichte der Fotografie gibt es um die Fotografie einige Begrifflichkeiten: Neben bekannteren Begriffen wie dokumentarische oder experimentelle Fotografie werden drei große Bereiche unterschieden:
1. Abbilder (feststellende Fotografie)
2. Sinnbilder (darstellende Fotografie) und
3. Strukturbilder (bilderzeugende Fotografie).

Gottfried Jäger definiert diese drei Bereiche wie folgt:
Zu 1: Abbilder, feststellende Fotografie: gemeint ist die abbildende, berichtende, beweisende, dokumentierende, reproduzierende, gegenständliche, naturgetreue Fotografie, genannt auch direkte, feststellende Fotografie.
Zu 2: Sinnbilder, darstellende Fotografie: bezeichnet man als Realität interpretierende Fotografien, wie subjektive, beeindruckende, überzeugende, kommentierende, kritische, parteiliche, teilnehmende, engagierte, anklagende oder eingreifende Fotografien, etwa für künstlerische, werbliche oder propagandistische Zwecke – mit kommentierendem Charakter, der die Dinge so wendet, wie sie der Autor sieht oder betrachtet wissen will.
Zu 3: Strukturbilder, bilderzeugende Fotografie: Schaffung neuer Bildstrukturen, Veranschaulichung abstrakter Ideen. Man spricht von schöpferischen, gestaltenden, formgebenden, konstruierenden, inszenierenden, experimentierenden, abstrakten, absoluten oder ungegenständlichen Fotografien. Man nennt diese Fotografie auch bildschaffende oder bilderzeugende Fotografie, deren Ergebnisse nennt man Strukturbilder.
Im Jahr 1989, zum 150. Geburtsjahr der Fotografie, zeigte die Kunsthalle Bielefeld die Ausstellung „Das Foto als autonomes Bild – experimentelle Gestaltung von 1839 bis 1989“. Thematisiert wurden Strukturbilder, die mit dem Oberbegriff „Autonome Bilder“ zusammengefasst wurden. Das autonome Bild findet in künstlerischer Praxis und Kunsttheorie des frühen 20. Jahrhunderts seine Definition:

„Dabei geht es nicht mehr um die Nachahmung oder nachahmende Idealisierung eines Naturvorbildes, sondern um vom Künstler frei erfundene Gestaltungsinhalte, zumeist abstrakt oder gegenstandsfrei genannt, dessen gegenständliche Darstellung neuen, eigenen bildnerischen Kriterien zugrunde liegt.“

Die bilderzeugenden – nicht abstrakten oder darstellenden Fotografien –, die von Anfang der Geschichte der Fotografie zwar existierten, für die es aber keine einheitliche Begrifflichkeit bis 2005 gab, wurden 2005 im neuen Buch Konkrete Fotografie, begleitend zur Ausstellung in Würzburg, mit ebendiesem Begriff neu zusammengefasst. Konkrete Fotografien sind in diesem Sinne nicht semantisches Medium, sondern ästhetisches Objekt, nicht Repräsentat, sondern Präsentat, nicht Reprodukt, sondern Produkt, wollen nichts abbilden, nichts darstellen: sie sind Objekte, die auf sich beruhen, eigenständig, authentisch, autonom, autogen – Fotografien der Fotografie. Konkrete Fotografien sind nicht Abstraktionen von Etwas, es sind reine Fotografien, die gegen elementare Voraussetzungen des Medium verstoßen, Regeln brechen, gegen den Apparat angehen.

## Digitale Fotogramme
Seit 2012 arbeitet der Fotokünstler Thomas Ruff gemeinsam mit dem 3D-Experten Wenzel S. Spingler an einer neuen Serie namens Fotogramme. Diese beziehen sich auf das historische Fotogramm, wurden jedoch durch die Simulation einer virtuellen Dunkelkammer komplett digital erstellt. Die Fotoserie wurden 2014 u. a. in der Galerie David Zwirner in New York ausgestellt.